# Мурина (филм)
Мурина је драмски филм у међународној копродукцији из 2021. године, у режији Антонете Аламат Кусијановић, у свом редитељском дебију, по сценарију Аламата Кусијановића и Франка Грацијана. У њему играју Грација Филиповић, Леон Лучев, Даница Ћурчић и Клиф Кертис. Мартин Скорсезе служи као извршни продуцент.
Премијерно је приказан на Филмском фестивалу у Кану 2021. где је освојио Златну камеру. Објављена је у Сједињеним Државама 8. јула 2022.

## Глумци
- Грација Филиповић
- Леон Лучев
- Даница Ћурчић
- Клиф Кертис

## Продукција
У мају 2018. најављено је да ће филм режирати Антонета Аламат Кусијановић, по сценарију који је написала заједно са Франком Грацијаном, а Мартин Скорсезе ће бити извршни продуцент.
Главно снимање је обављено крајем 2019.

## Издање
Филм је имао своју светску премијеру на Филмском фестивалу у Кану у секцији Две недеље редитеља 10. јула 2021. Освојио је награду Златна камера за најбољи први играни филм. У фебруару 2022. Кино Лорбер је стекао права на дистрибуцију филма. Објављен је у Сједињеним Државама 8. јула 2022.

### Пријем
На Rotten Tomatoes -у филм има оцену од 93% на основу 29 рецензија. На Метакритик-у има оцену 74 од 100 на основу 8 рецензија, што указује на „генерално повољне критике“.